# Emmelina
Emmelina là một chi bướm đêm thuộc họ Pterophoridae.

## Các loài
- Emmelina amseli (Bigot, 1967)
- Emmelina argoteles (Meyrick, 1922)
- Emmelina bigoti Gibeaux, 1990
- Emmelina buscki (Barnes & Lindsey, 1921)
- Emmelina lochmaius (Bigot, 1974)
- Emmelina monodactyla (Linnaeus, 1758)

## Hình ảnh

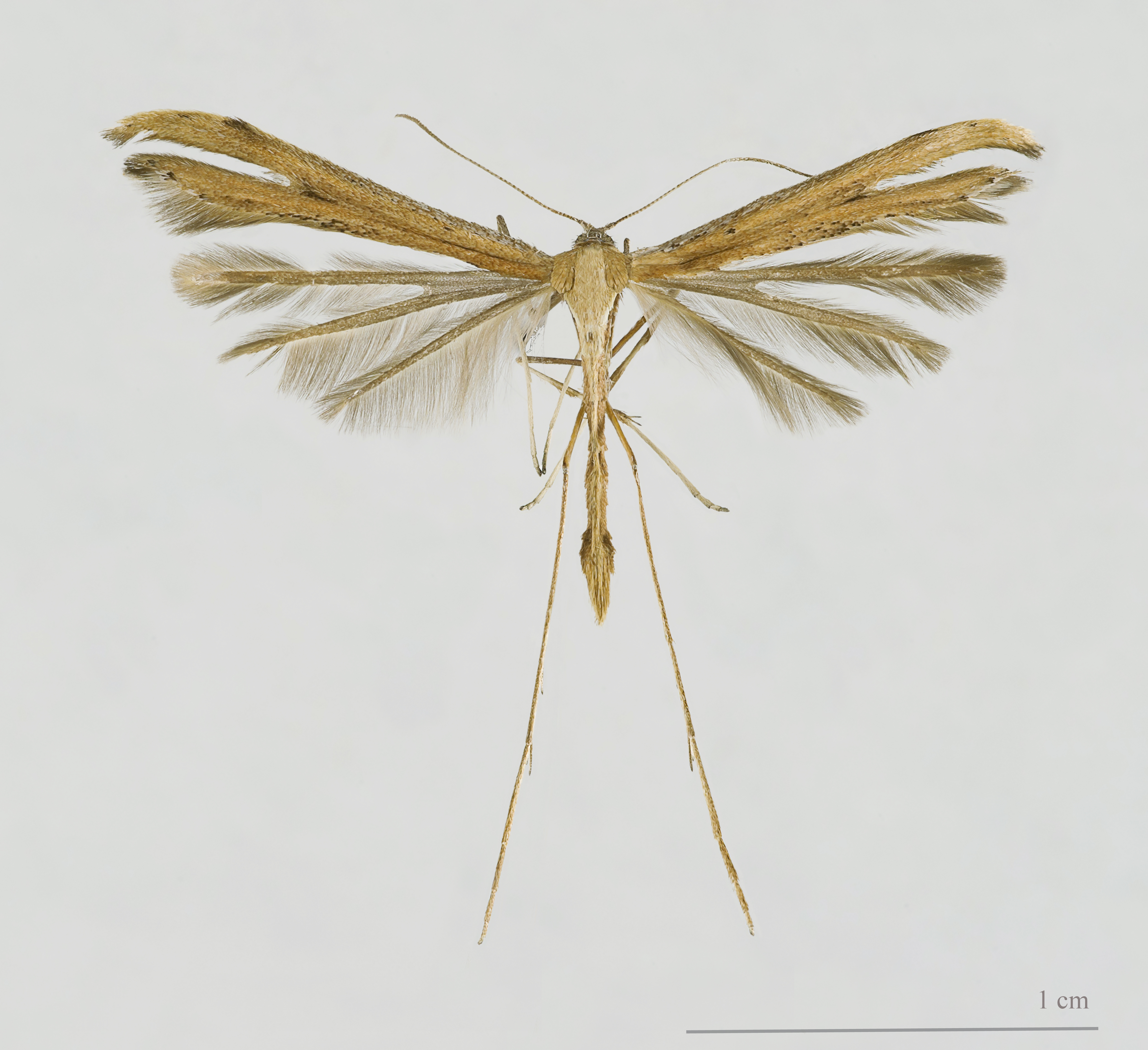
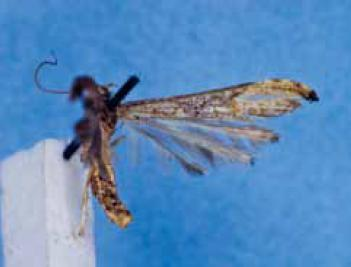
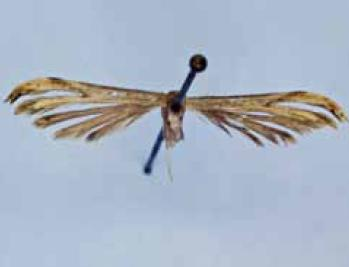
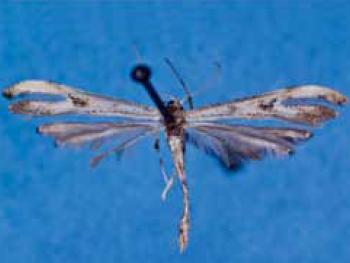